# Cristina Carvalhal
Cristina Maria Metelo Retto Carvalhal (Lisboa, 11 de setembro de 1966) é uma atriz, dobradora e encenadora portuguesa.

## Família
Filha de Francisco Manuel Carvalhal e de sua mulher Aida de Almeida Desterro Retto, tem um irmão mais novo de nome Pedro Manuel Metelo Retto Carvalhal. É neta materna de Eurico Retto (8 de Março de 1902 - ?) e de sua mulher Maria Jovita Metelo de Almeida Desterro (12 de Março de 1912 - ?), filha de Joaquim Desterro de Almeida e de sua mulher Aida Metelo Corte-Real e Almeida. É solteira e sem geração.

## Biografia
Bacharel em Teatro / Formação de Atores pela Escola Superior de Teatro e Cinema do Instituto Politécnico de Lisboa, estreou-se profissionalmente no Teatro Aberto com a peça A Dama do Maxim's de Georges Feydeau, sob a direcção de João Lourenço (1987), encenador com que continuou a trabalhar regularmente até à década de 90 em espectáculos como A Rua de Jim Cartwright, Romeu e Julieta de William Shakespeare (Prémio de Actriz Revelação pelo jornal Se7e), Happy End a partir de Bertolt Brecht e Kurt Weill, Desejo Sobre Ulmeiros de Eugene O'Neill, O Suicidário de Nicolai Erdman, Um Sabor a Mel de Shelag Delaney e Ópera dos Três Vinténs de Bertolt Brecht.
Trabalhou ainda em peças dirigidas por Fernanda Lapa (como A Rapariga da Varsóvia de Mário de Carvalho, Top Girls de Caryl Churchill ou As Bacantes de Eurípedes), Diogo Infante, Ana Nave, Graça Correia, Isabel Medina, Fernando Gomes e, recentemente interpretou Hotel dos Dois Mundos de Éric-Emmanuel Schmitt encenado por Cucha Carvalheiro no Teatro Nacional.
Assistente de encenação de Natália Luiza, dirigiu, como encenadora, Eu Sei Que Vou Te Amar de Arnaldo Jabor, no Teatro Villaret (2002) e Erva Vermelha de Boris Vian, no Teatro da Trindade (2006).
Regular na televisão, onde interpretou autores como Anton Tchekov ou Eça de Queirós e trabalhou com Jorge Listopad, Luís Filipe Costa e Artur Ramos, integrou o elenco de séries como A Mala de Cartão (1998) ao lado de Irene Papas; Jornalistas (1999); A Febre do Ouro Negro (2000); Sonhos Traídos (2002). Mais recentemente esteve em Pai à Força (2008) e Cidade Despida (2009). Neste último esteve nomeada na categoria de Melhor Atriz para o Festival de Monte Carlo.
No cinema estreou-se em 1989 no filme Um Passo, Outro Passo e Depois... de Manuel Mozos, realizador que também a dirigiu em Xavier (1992), e Adão e Eva (1995), realizado por Joaquim Leitão. Apareceu depois em películas de Rui Goulart, Luís Filipe Rocha, Joaquim Leitão, Margarida Gil e, recentemente, trabalhou com Solveig Nordlund em A Filha (2003).

## Televisão
| Ano       | Projeto                 | Personagem      | Canal | Notas                 |
| --------- | ----------------------- | --------------- | ----- | --------------------- |
| 1987      | A Relíquia              |                 | RTP   | pequena participação  |
| 1988      | A Mala de Cartão        |                 | RTP   | pequena participação  |
| 1991      | O Mandarim              | Eulália         | RTP   | pequena participação  |
| 1994      | Sozinhos em Casa        | Júlia           | RTP   | pequena participação  |
| 1994      | Na Paz dos Anjos        | Maria Ribeiro   | RTP   | telenovela            |
| 1995      | Desencontros            | Dra. Ricardina  | RTP   | telenovela            |
| 1996/1997 | Perdidos de Amor        | Céu             | Band  | telenovela brasileira |
| 1997      | Senhores Doutores       | Rita Duarte     | SIC   | série                 |
| 1997      | Riscos                  | Eduarda         | RTP   | série                 |
| 1998      | Diário de Maria         | Rita Ramos      | RTP   | série                 |
| 1999      | A Hora da Liberdade     | Clarisse Guerra | SIC   | mini-série            |
| 1999/2000 | Jornalistas             | Laura           | SIC   | série                 |
| 2000      | A Febre do Ouro Negro   | Leonor          | RTP   | mini-série            |
| 2002      | Sonhos Traídos          | Luísa           | TVI   | telenovela            |
| 2003/2005 | Ana e os Sete           | Carminho        | TVI   | série                 |
| 2005      | Inspector Max           | Bianca          | TVI   | pequena participação  |
| 2010      | Cidade Despida          | Rosa            | RTP   | série                 |
| 2010      | Pai à Força             | Raquel          | RTP   | série                 |
| 2011      | Liberdade 21            | Juíza           | RTP   | série                 |
| 2012      | Velhos Amigos           | Inês            | RTP   | pequena participação  |
| 2012      | Jogos Cruéis            | Sofia Dias      | RTP   | telefilme             |
| 2012      | O Outro Lado da Mentira | Helena          | TVI   | telefilme             |
| 2015      | A Única Mulher          | Juíza           | TVI   | pequena participação  |

## Cinema
- 1988 - Meia Noite
- 1991 - Um Passo, Outro Passo e Depois...
- 1991 - Fábula em Veneza
- 1992 - Xavier
- 1995 - Adão e Eva
- 1995 - Sinais de Fogo
- 2001 - A Bomba
- 2003 - A Filha
- 2004 - Portugal S.A.
- 2010 - O Inimigo Sem Rosto
- 2015 - As Mil e Uma Noites: O Inquieto
- 2018 - Ramiro